# Портеньйо

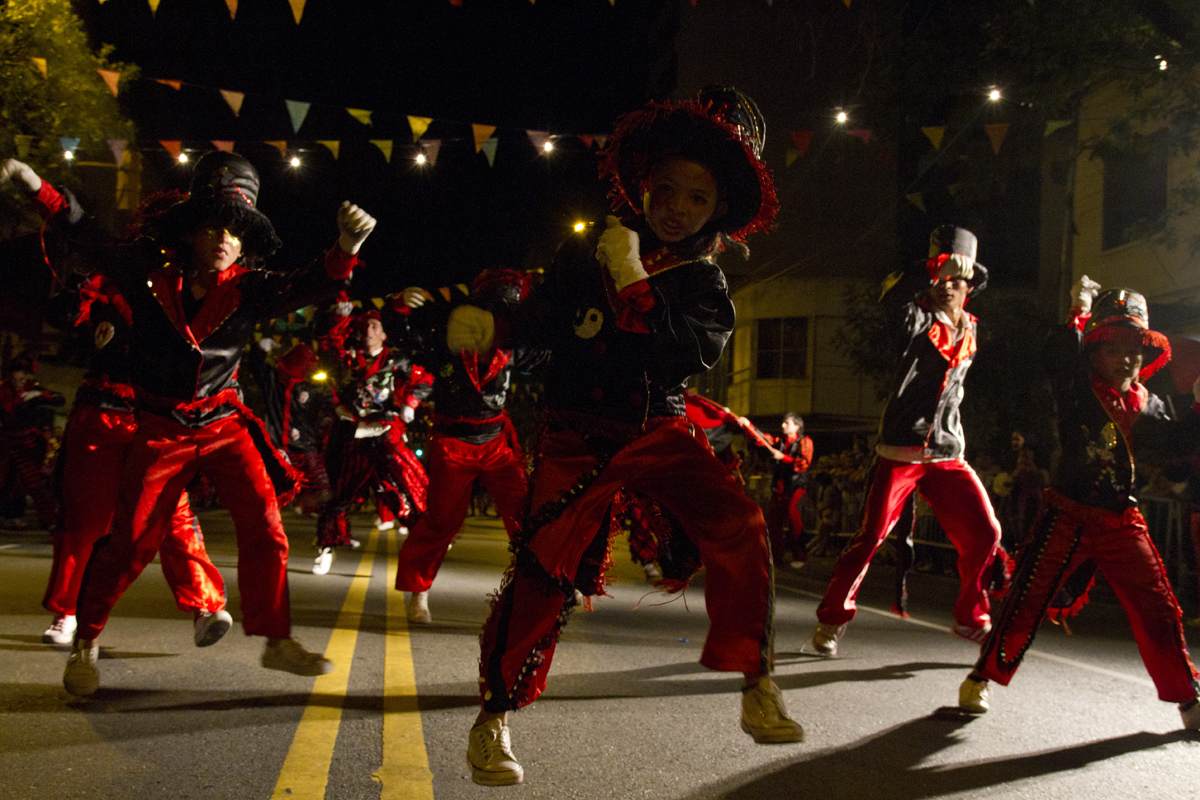
Карнавал портеньйо в Буенос-Айресі

Порте́ньйо (ісп. porteño — «портовий», у жіночому роді porteña) — іспанська назва жителя або уродженця портового міста. Найчастіше мають на увазі місто Буенос-Айрес.
Астор П'яццола написав цикл з чотирьох композицій про Буенос-Айрес під назвою Cuatro Estaciones Porteñas.
У Чилі «портеньйо» стосується міста Вальпараїсо, а в Коста-Риці — до тихоокеанської провінції Пунтаренас.